# Ophrygonius planus
Ophrygonius planus es una especie de coleóptero de la familia Passalidae.

## Distribución geográfica
Habita en Sabah y Borneo.